# Еріванська фортеця
Еріванська фортеця (вірм. Երևանի բերդը, перс. قلعه ایروان тур. Erivan Kalesi) — колишня фортеця, вперше згадана у вірменських текстах VII століття, що розташовувалася в місті Ерівань (від 1936 року — Єреван). Донині вціліли лише фрагменти деяких споруд фортеці.

## Історія
Єреванську фортецю протягом її історії 9 разів зруйновано вщент і за деякий час заново відбудовувано на колишньому місці в новому архітектурному вигляді, розмірах і формах.

### Перша фортеця. З давнини до XI століття
Точна дата заснування першої фортеці невідома. Вона містилася за 6 км на північ від фортеці Еребуні, побудованої у VIII столітті до нашої ери, і назва якої лягла в основу назви як розташованого поруч міста, так і нової середньовічної фортеці в ньому.
Перша письмова згадка про середньовічну Єреванську фортецю відноситься до VII століття у зв'язку з вірмено-арабськими війнами. Єреван у формі Hērewan і його фортецю згадує історик VII століття Себеос у зв'язку з арабським завоюванням Вірменії: «Прийшли, зібралися в Ерівані, билися з фортецею, але не могли взяти її».
Іоанн Драсханакертці на початку X століття згадує про укріплення в Єревані в описі подій VII століття: «У той час, кажуть, йшла битва біля кахакагюха Єреван; про обставини тієї війни тобі достатньо повідомляють ті, що описали її до нас». Точна дата цієї події невідома. Самуель Анеці, історик XII століття, посилаючись на ранні джерела, пише про повстання в Єревані 660 року.
1047 року фортецю обложили візантійці, яким удалося зламати місцевий вірменський опір. А наприкінці того ж століття її повністю зруйнували сельджуки.

### Друга фортеця. XI—XII століття

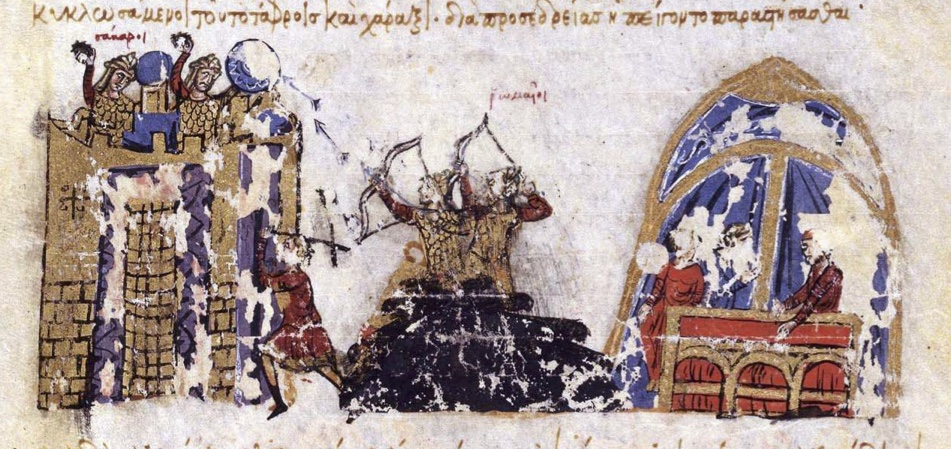
Візантійська армія обложує фортецю Челідоніон

Пізніші джерела називають найважливішою цитаделлю Єревана фортецю Цицернакаберд, розташовану на протилежному боці пагорба від першої фортеці. Візантійський історик XI—XII століть Іоанн Скіліца Єреванську фортецю згадав як Челідоніон (Chelidonion).
Мхітар Айріванеці в XIII столітті повідомляє, що 1031 року князь Апірат побудував Кечаріс і «…провів канал в Ерівані», але не зрозуміло, йдеться про фортецю чи про однойменне місто біля її стін.

### Третя фортеця. 1203—1387 роки
На початку XIII століття Єреванську фортецю перебудували та укріпили представники правлячої у Вірменії династії Закарянів.
1387 року Єреван зруйнували монголи, що забрало життя близько 500 осіб (за даними Григора Хлатеці в його «Колофонах лиха»). Тоді ж зруйновано третю фортецю.

### Четверта фортеця. 1410—1580 роки
Надалі, від початку XV століття, руїни фортеці переходять із рук монголів до туркоманської династії Кара і Ак койнлу, які відновили і перебудували її, зробивши центром для керування всією Східною Вірменією.
1580 року турецькі війська зруйнували Єреванську фортецю вщент і забрали в полон 60 000 жителів міста.

### П'ята фортеця. 1583—1605 роки
П'яту фортецю побудував за Османської імперії 1583 року Ферхат-паша. Згідно з османським переписом 1590 року, у фортеці жили 373 (93 %) вірменських та 29 (7 %) мусульманських сімейств. Однак, вже 1605 року фортецю зруйнував перський шах Аббас, який під час облоги вбив 12 000 мирного населення як у фортеці, так і в самому місті і прилеглих селах, і ще близько 350 000 жителів Єреванської провінції, серед них від 250 000 до 300 000 вірмен, насильно депортував у Персію під конвоєм 200 000 перського війська.

### Шоста фортеця. 1639—1679 роки
Шосту фортецю побудовано на руїнах старої 1639 року, після підписання турецько-перського мирного договору, згідно з яким Вірменію вкотре розділено між двома імперіями і Єреван визнано частиною Перської імперії. Однак, уже 1679 року фортецю повністю зруйновано внаслідок Єреванського землетрусу, який оцінюють у 9-10 балів за шкалою Ріхтера і вважають одним із найпотужніших землетрусів у історії Вірменії. У Єревані та його окрузі землетрус забрав життя 7600 осіб.

### Сьома фортеця. 1680—1724 року
Після землетрусу, сефевідський губернатор Зал-хан попросив шаха допомогти відновити Ерівань, включно з фортецею й Сардарським палацом.
12 липня 1679 року в Ерівані побував віцерегент із Сафавідів Мірза Ібрагім. Йому доручено відновити фортецю, місце перебування губернатора Ерівані. Щоб відновити фортецю, багато жителів сіл Гянджа, Агуліс та Дашт (Нахічевань) переселено в Ерівань. Примусова праця тривала до зими. Згодом шах дозволив усім повернутися додому. Відбудову Еріванської фортеці не було закінчено, довелося продовжити роботи і завершити її в наступні роки.
1724 року фортецю знову зруйновано, цього разу турецькими військами, після 84 днів боїв, у яких турки втратили вбитими 20 000 солдатів, вірмени — понад 11 000 ополченців убитими та пораненими, перси — до 5 000 убитими. Турецькі війська, що вторглися в місто, спустошили Єреван, частково вирізавши, частково вигнавши 40 000 жителів міста, серед яких близько 35 000 (87,5 %) були вірменами.

### Восьма фортеця. 1747—1853 роки
Будівництво восьмої фортеці, на руїнах попередньої, належить до періоду Еріванського ханства в період між 1747—1827 роками. У цей час, як в Еріванській фортеці, так і в самому місті, будуються 6 із 8 єреванських мечетей (ще 2 побудовано раніше, у Сефевідський період). У цей період понад 50 000 вірмен як з Єревану, так і з усього ханства, насильно вигнано на північ — у Грузію, і на південь — до Персії, внаслідок чого Єреван, який мав у 1724 40 000 жителів, із них 35 500 (87,5 %) вірмени, на 1805 рік мав усього 6000 жителів, із них лише близько 2000 вірмен (33 %).
У жовтні 1827 року, під час російсько-перської війни 1826—1828 років, російська армія під керівництвом Івана Паскевича захопила Ерівань, і Еріванська фортеця більше не використовувалася у військових цілях.
1853 року фортецю частково зруйновано ще одним землетрусом.

### Нинішній стан. 1880— сучасність
1865 року територію восьмої фортеці, приблизно половина якої залишалася зруйнованою землетрусом 1853 року, купив Нерсесом Таїряном, купець першої гільдії. Пізніше, в 1880-х роках, він збудував у північній частині фортеці коньячну фабрику.
Ветхі частини стін фортеці в 1930-х роках знесено вже радянською владою, хоча деякі частини оборонних стін уціліли. Інші стіни повністю перебудовано вже у не військових цілях, для виробництва алкогольних виробів.

## Опис
Восьму Еріванську фортецю, побудовану в 1747—1827 роках, вважали маленьким поселенням осторонь міста. Її відокремлював від Ерівані великий невикористовуваний простір. Фортеця була прямокутною з периметром близько 1200 метрів. Стіни були з трьох боків; з четвертого (західного) її обмежувала ущелина річки Раздан. Ущелина в північно-західній частині фортеці мала глибину 640 метрів і була неприступною, тому в спорудженні стіни з цього боку не було потреби — був лише земляний насип.

Еріванська фортеця мала три проходи через подвійні стіни: Тебриз, Ширван і Корпу. Біля стін були вежі. У кожній стіні була залізна брама, і біля кожної була своя варта. Гарнізон мав близько 2000 солдатів. У фортеці було 800 будівель. Постійно жили у фортеці лише місцеві мусульмани. Хоча вірменам було дозволено працювати на ринках протягом дня, на ніч їм доводилося повертатися до своїх будинків у головне місто.

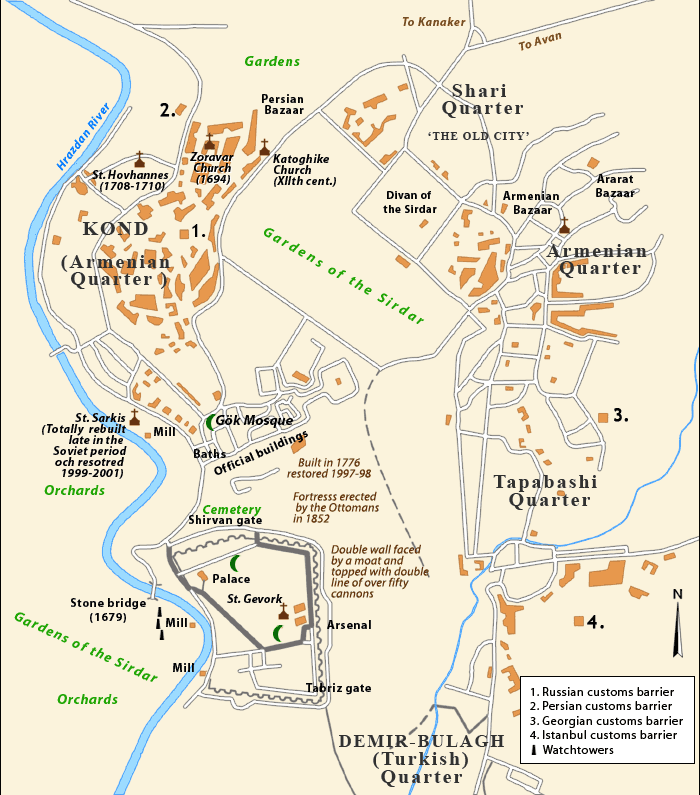
План міста, 1827 рік
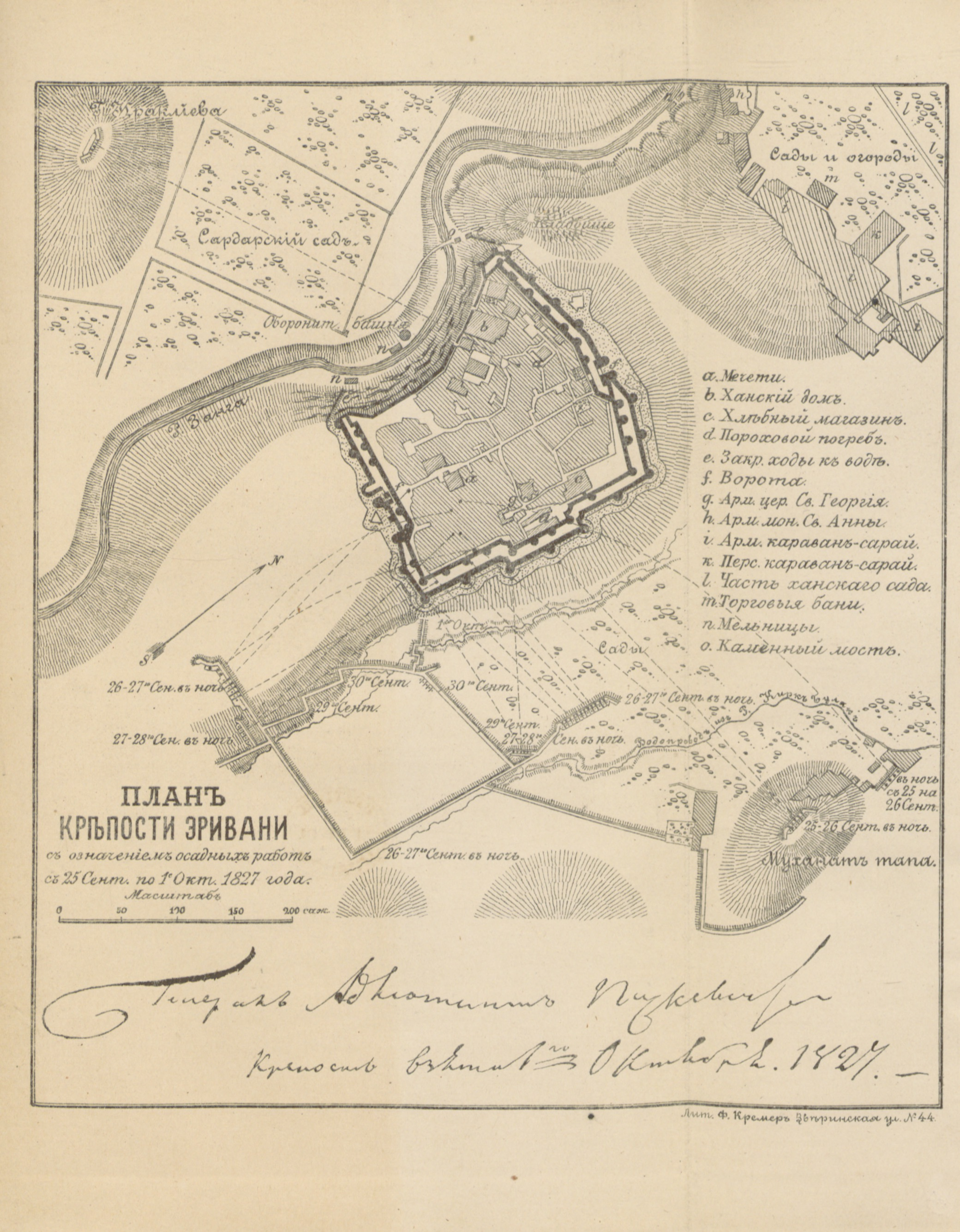
План фортеці з позначенням облогових робіт. Мапа з автографом генерала. І. Ф. Паскевича, 1827 рік
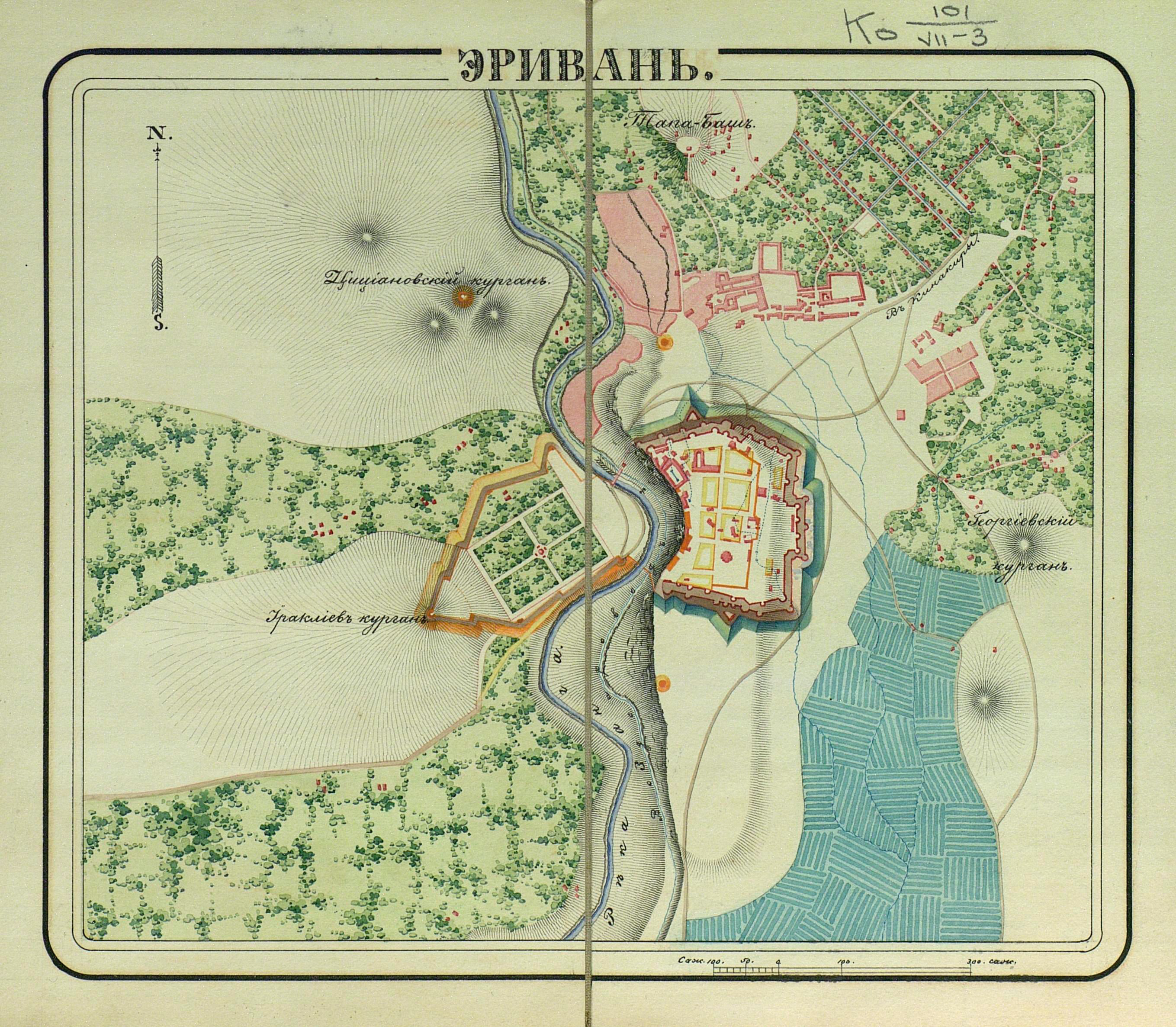
План міста та фортеці, початок XIX століття
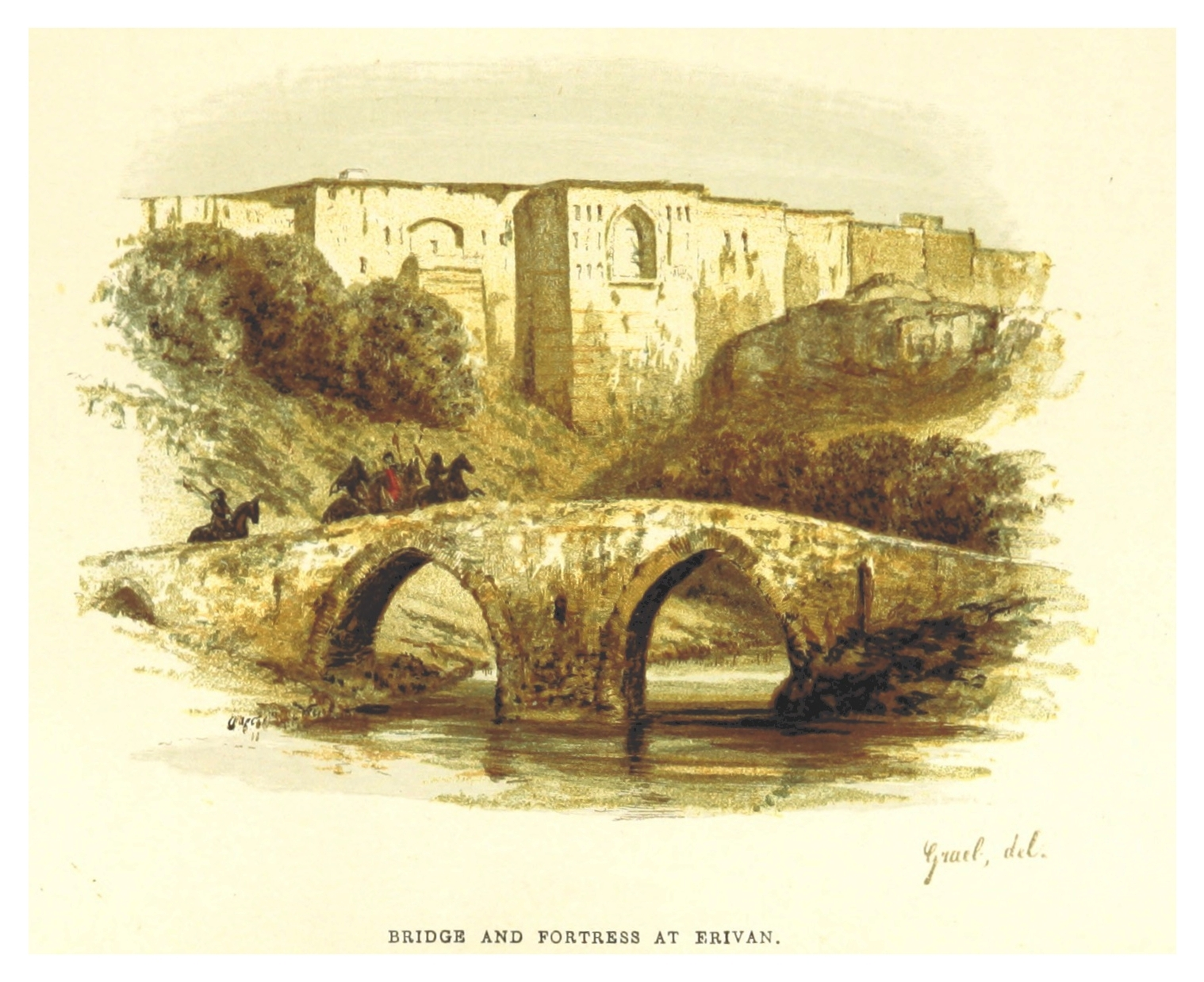
Один із мостів міста та фортечні стіни, картина середини XIX століття, художник Август фон Гакстгаузен
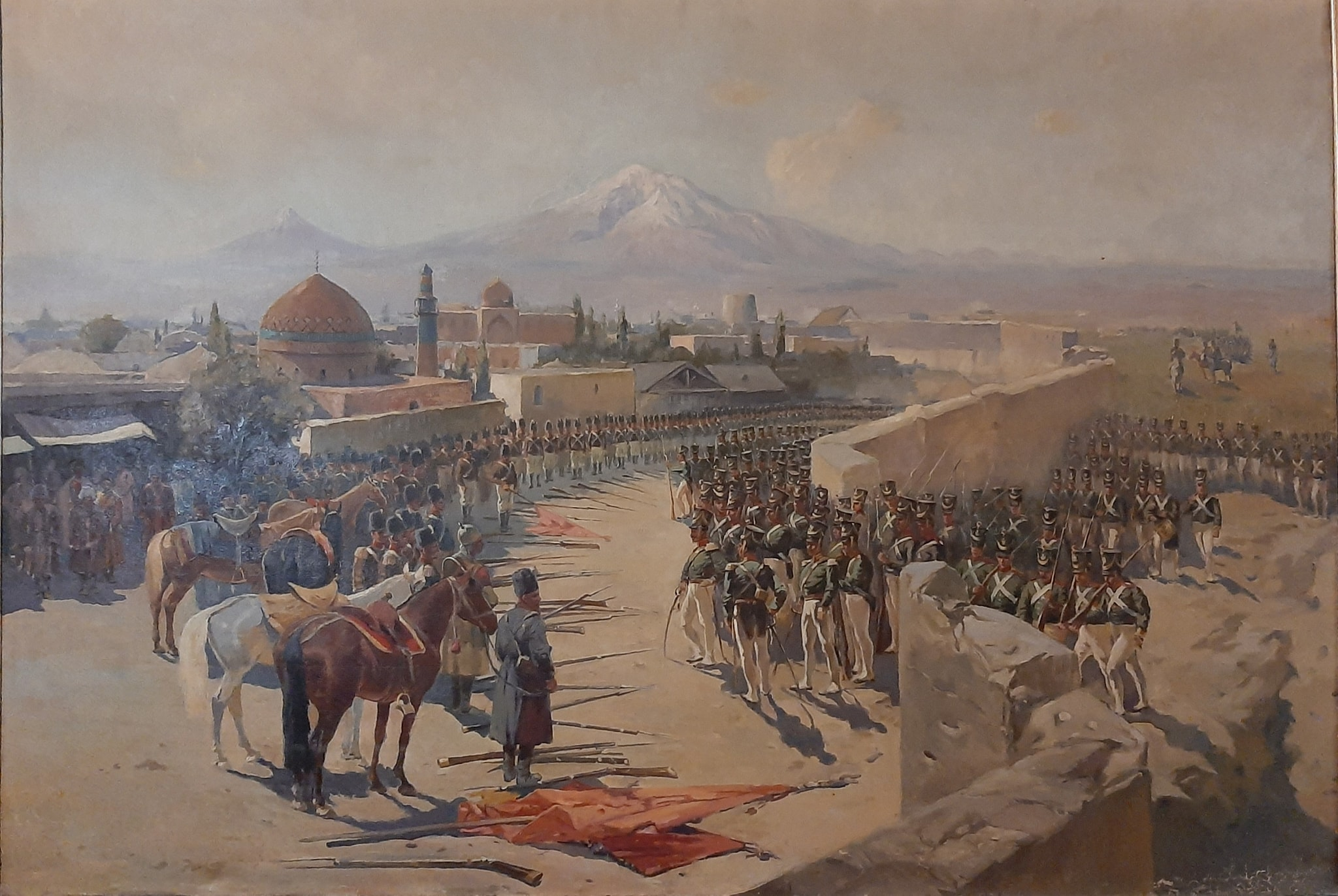
Взяття російськими військами Еріванської фортеці. Худ. Ф. Рубо
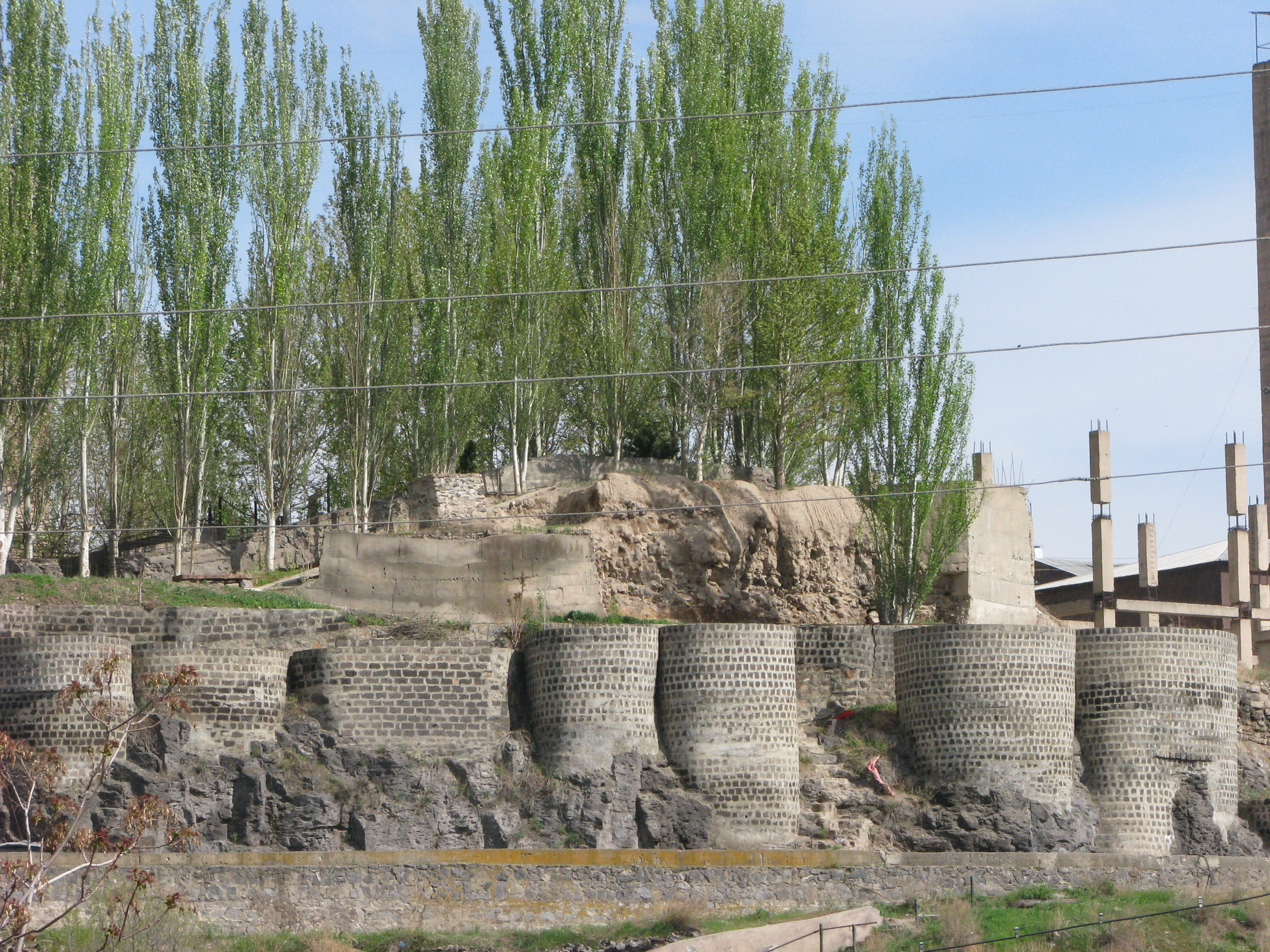
Збережена частина фортеці (казармова частина)
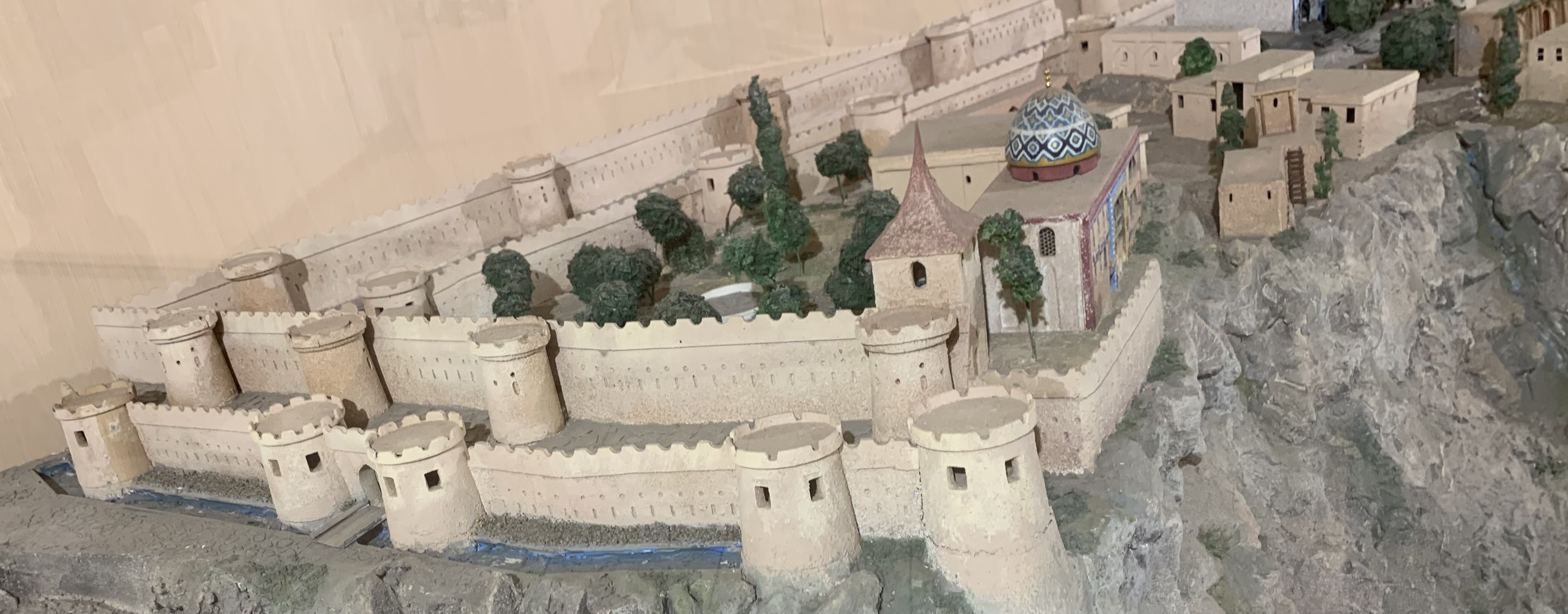
Макет фортеці, Музей історії Єревану[hy]
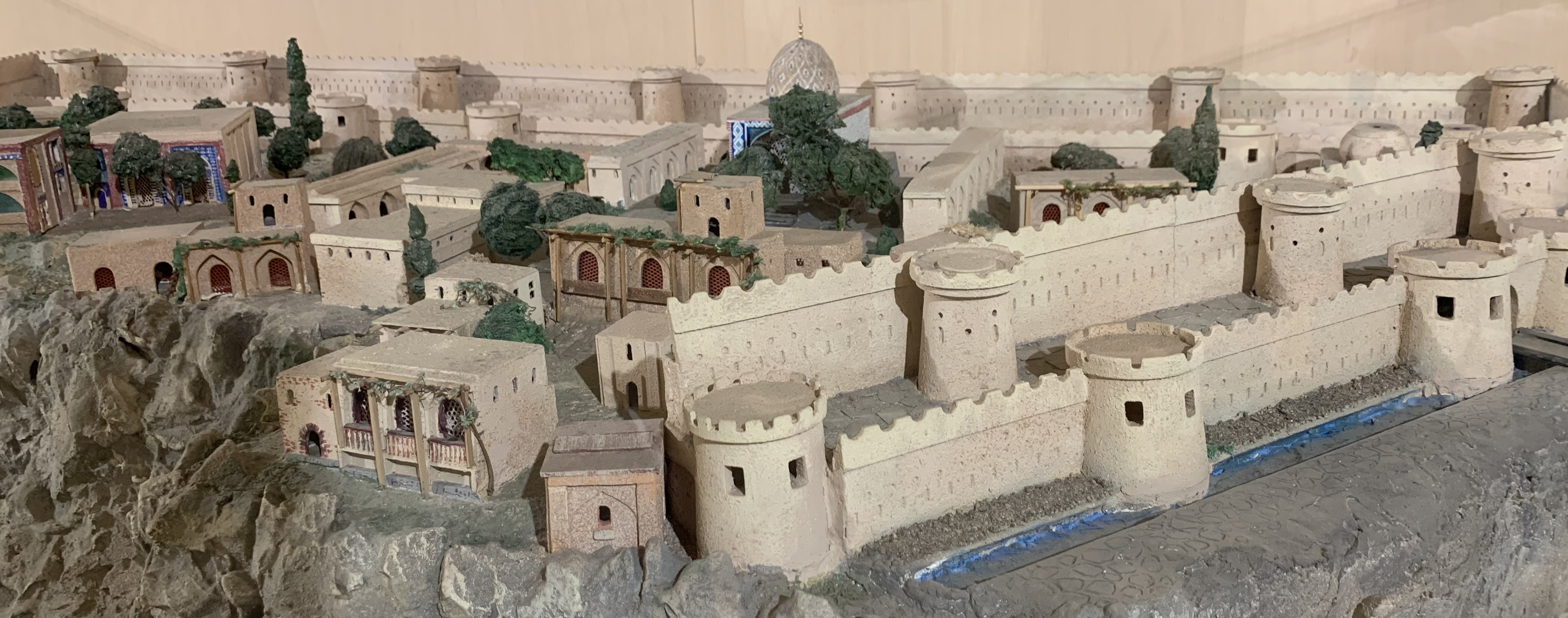

### Сардарський палац
Палац містився в північно-західній частині фортеці в Разданській ущелині. Побудований 1798 року під час правління сина Гусейна-Алі-хана Махмуда. Це була квадратна будівля з безліччю приміщень. Однією з найбільших секцій був гарем, який мав 61 м завдовжки і 38 м завширшки і був розділений на багато кімнат і коридорів.
Усі побудовані раніше палаци руйнували щоразу, коли хани будували новий. Останній, збудований 1798 року в перському архітектурному стилі, мав «Зал дзеркал», карниз якого був покритий барвистим склом. Стелю прикрашали яскраві картини. У стінах залу було вісім зображень на полотні: Фатх-Алі-Шах, Гусейн-Гулі та Хасан, Аббас Мірза, Фарамарц тощо.

Після взяття Ерівані росіянами, в одній із зал палацу показано комедію Олександра Грибоєдова «Лихо з розуму» у виконанні військових. У музеї коньячно-винно-горілчаного комбінату, побудованого на місці палацу, міститься мармурова меморіальна дошка з інформацією про цю виставу.

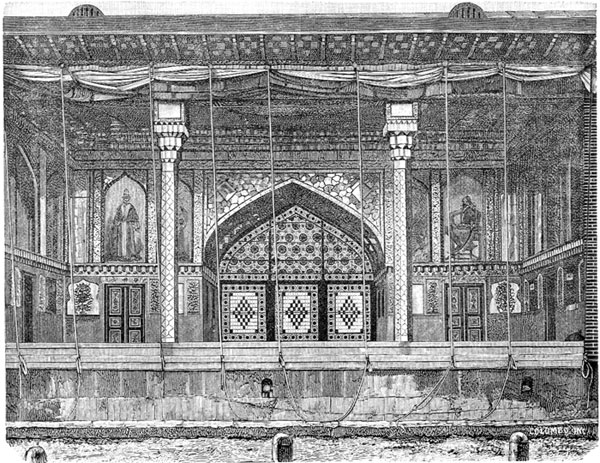
Інтер'єр
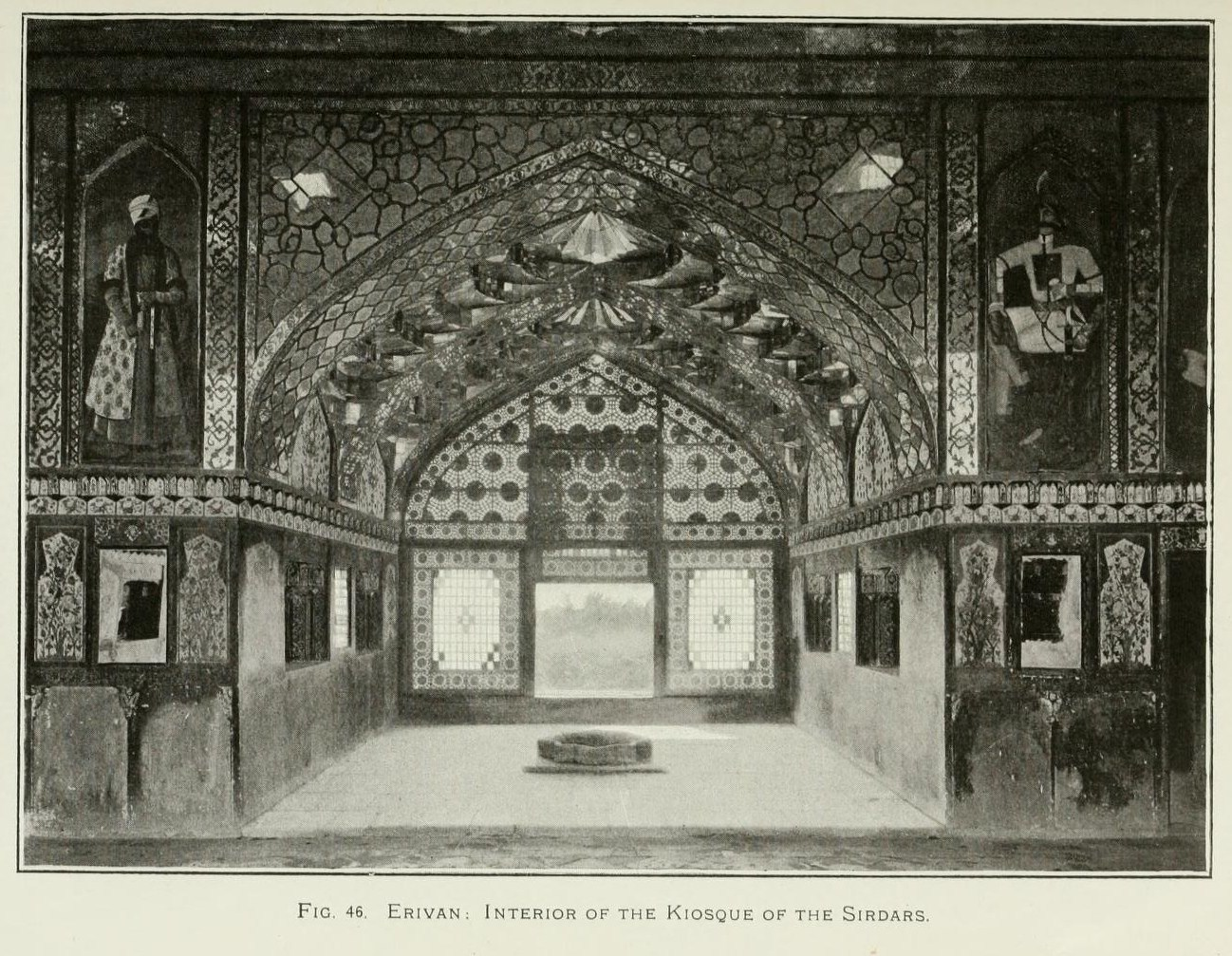
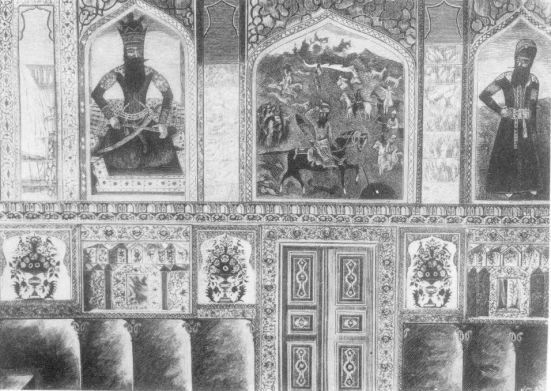
Оздоблення стін. Автор - Мірза Кадим Ерівані
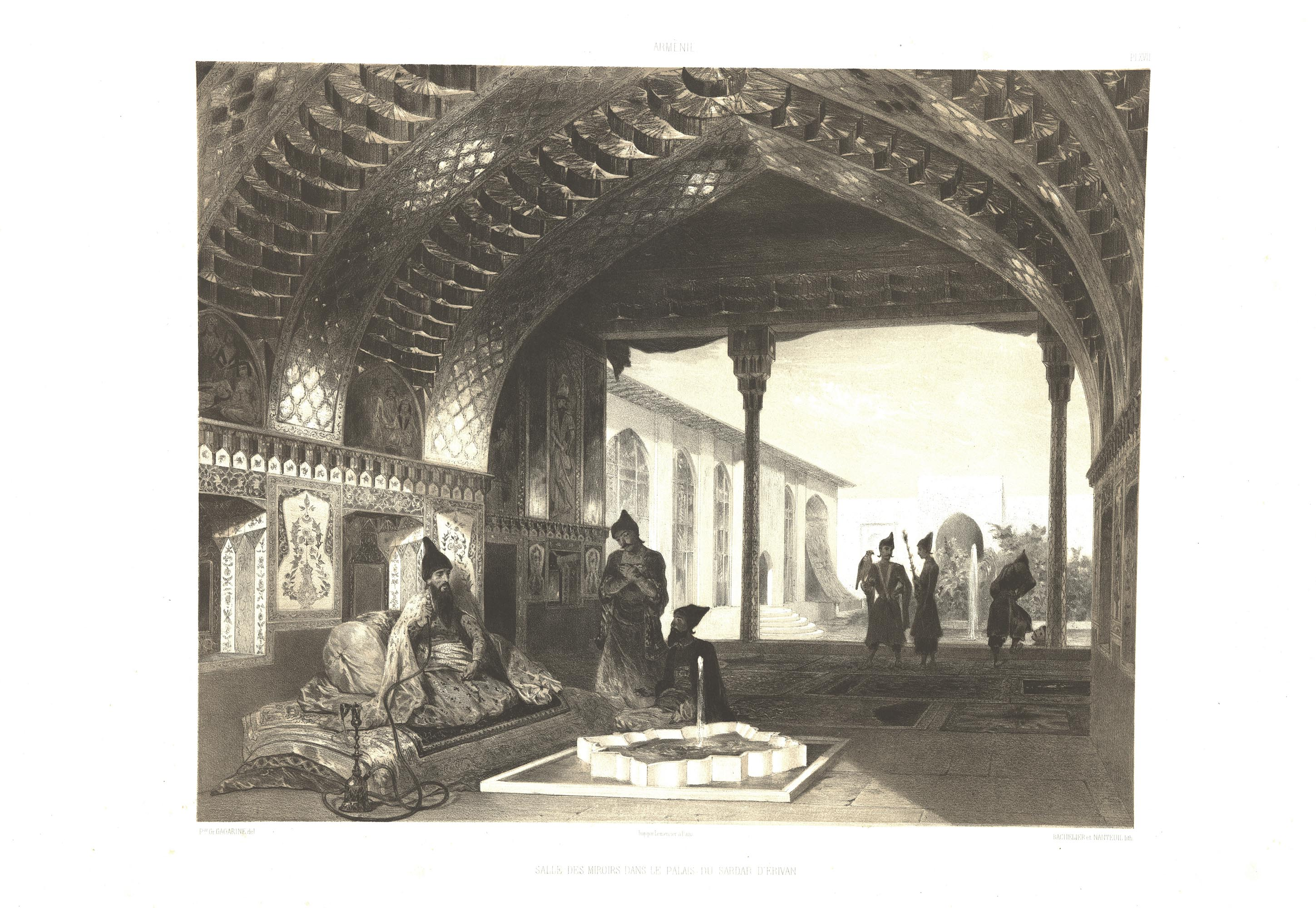
Зал дзеркал
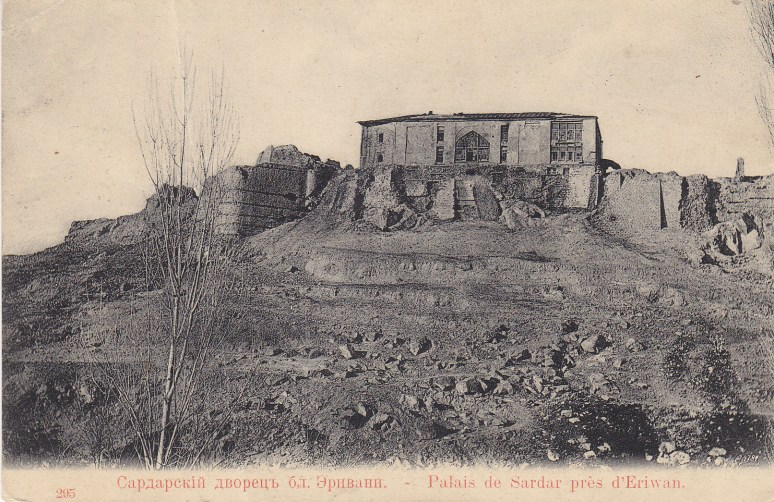
Вид зовні (з Червоного мосту та ущелини річки Раздан)
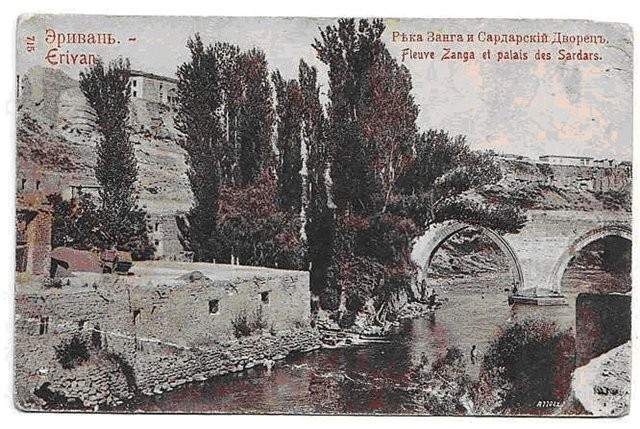
Сардарський палац та Червоний міст, листівка початку XX століття

### Гарем та лазні
Внутрішні стіни гарему хана були покриті мармуром із яскравими візерунками. У лазні був басейн (32 м завдовжки, 9 м завширшки, 2,1 м завглибшки).

### Мечеті

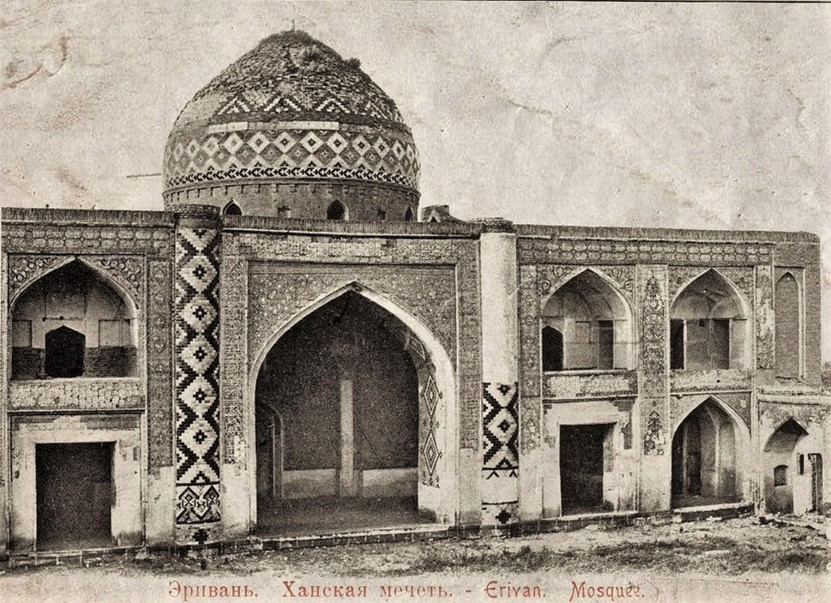
Мечеть Аббаса Мірзи

В Еріванській фортеці було дві перські мечеті: мечеть Раджаб-Паші та мечеть Аббаса Мірзи. Руїни мечеті Раджаб-Паша залишалися до початку робіт з реконструкції Ерівані в 1930-х роках. Донині збереглася лише одна стіна мечеті Аббаса Мірзи.
Мечеть Раджаб-паші побудовано 1725 року під час турецького правління. Це була велика 4-колонна аркова будівля. Під час перського правління її використовували як арсенал, бо це була сунітська мечеть, а нові власники, перси, були шиїтами. 1827 року мечеть перетворено на російську православну церкву і названо на честь Пресвятої Богородиці.
Мечеть Аббаса Мірзи була шиїтською і була побудована на початку XIX століття, за правління останнього хана Еріванського ханства Гусейн-хана. Її названо на честь сина Гусейн-хана. Фасад було покрито зеленим і синім склом, яке зазвичай зустрічається в іранській архітектурі. Після захоплення росіянами Ерівані, мечеть використовувано як арсенал. На початку радянських часів мечеть, як і інші релігійні будівлі (вірменські церкви, храми та монастирі) було занедбано, але від середини 1960-х років відновлено, вона стала музейним об'єктом Єревана.